# Falibilismo
Falibilismo (do latim, fallibilis, que pode falhar, errar) é o princípio  filosófico de que os seres humanos podem estar errados sobre suas crenças, expectativas ou sua compreensão do mundo e ainda assim se justificarem na realização de suas crenças incorretas. No sentido mais comumente utilizado do termo, consiste em estar aberto a novas evidências de que iria contestar alguma posição ou crença anteriormente detida e no reconhecimento de que "qualquer afirmação justificada hoje pode precisar ser revista ou posta à luz de novas evidências, argumentos e experiências." Esta posição é tida como certa na ciência natural.
Em outro sentido, refere-se à consciência do "grau em que as nossas interpretações, avaliações, práticas e tradições estão temporalmente indexadas" e sujeitas ao (possivelmente arbitrários) fluxo histórico e mudanças. Esse "tempo-resposta" do falibilismo consiste em uma abertura para a confirmação de uma possibilidade que se antecipa ou se espera no futuro.
Alguns falibilistas argumentam que a certeza absoluta sobre ter conhecimento é impossível. Como uma doutrina formal, o falibilismo é mais fortemente associado a Charles Sanders Peirce, John Dewey e outros  pragmáticos, que o usaram em seus ataques contra o fundamentalismo. No entanto, o falibilismo já esteve presente na visão de filósofos antigos adeptos do ceticismo filosófico, incluindo o filósofo Pirro de Élis. O Falibilismo está relacionado com o Pirronismo desde que os pirrônicos da história são muitas vezes referidos como falibilistas e os falibilistas modernos referidos como pirrônicos.

## Crítica
Apel criticou os defensores do falibilismo ao afirmarem que seus defensores pensam a necessidade de fundamentação como impossível e desnecessária, no entanto existem certo pressupostos evidentes que o próprio falibilismo ilimitado deve pressupor para se fazer compreender seus conceitos e enunciados. Isso significa que as pretensões podem ser apresentadas como válidas ou falsas de acordo com certos critérios, ou ainda, que próprio falibilismo deve pressupor certas regras como condição de possibilidade para existir.
Apesar disso, Apel não desconsidera de todo o falibilismo limitado que "é necessário e constituir o saber das ciências empírico-analíticas."